# Werner Vahlenkamp

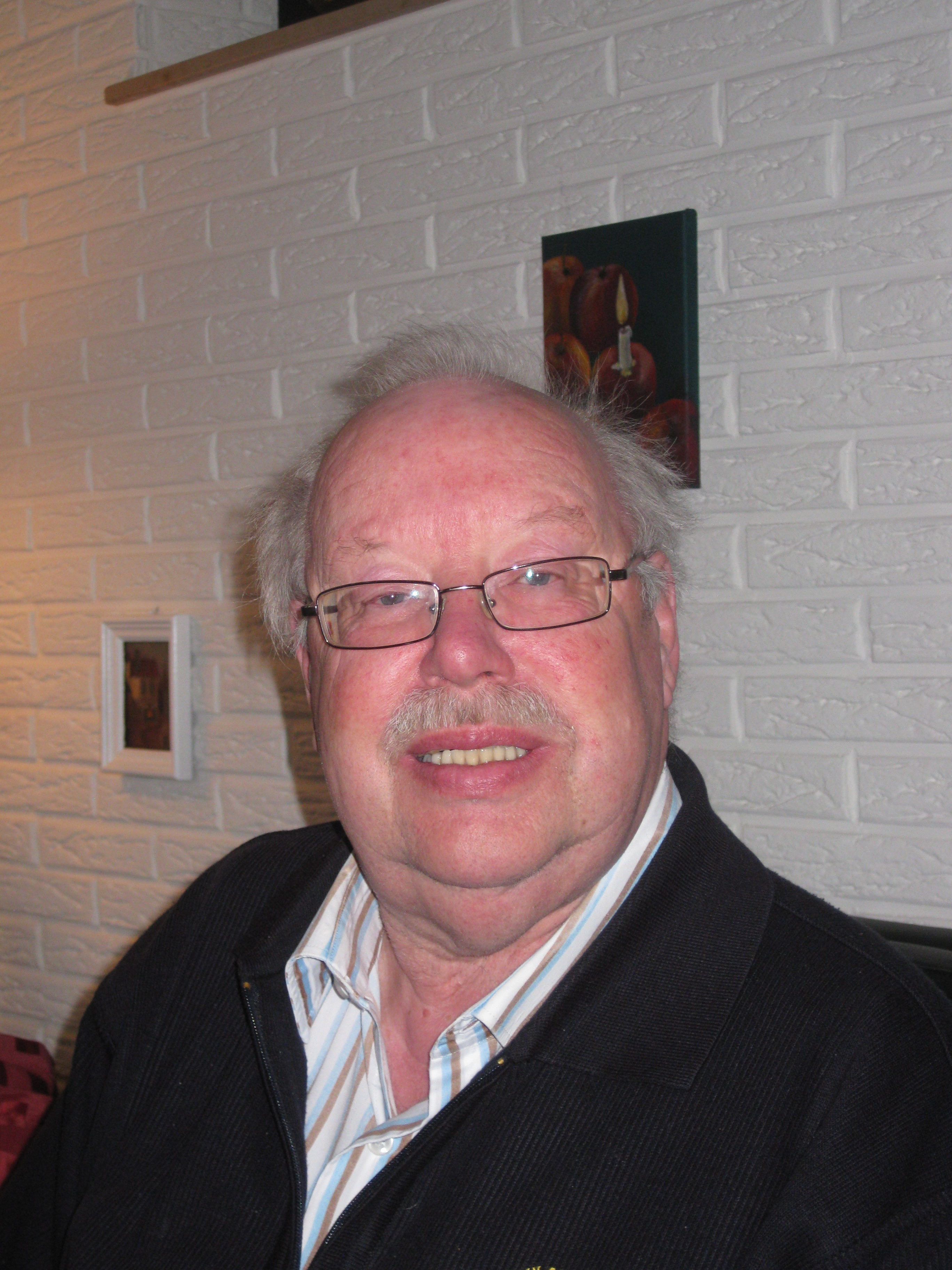
Werner Vahlenkamp (2012)

Werner Vahlenkamp (* 22. Juni 1944 in Oldenburg; † 18. April 2022 ebenda) war ein deutscher Landeshistoriker mit den Schwerpunkten Arbeiterbewegung und Judentum im Oldenburger Land.
Vahlenkamp wuchs im Stadtteil Bürgerfelde auf. Nach seinem Abschluss an der Volksschule Nadorst begann er 1959 eine Verwaltungslehre bei der Stadt Oldenburg und wurde danach als Verwaltungsangestellter übernommen. 1966 wurde er verbeamtet und 10 Jahre später zum Inspektor im gehobenen Dienst befördert. Er war außerdem seit 1961 Mitglied der Gewerkschaft ÖTV und seit 1962 Mitglied der SPD.
1962 nahm Vahlenkamp als Jungsozialist am IUSY-Camp in Kopenhagen teil und beteiligte sich in der Folge am Aufbau eines Ortsverbandes der Sozialistischen Jugend Deutschland – Die Falken in Oldenburg. Im Bundestagswahlkampf 1965 half er bei der Organisation einer Veranstaltung mit Günter Grass im konservativ geprägten Cloppenburg. Grass hielt hier seine Rede Ich klage an, die später als Cloppenburger Wahlkampfrede bekannt wurde. Aufgrund von wütenden Protesten der Zuschauer gilt das Ereignis als erste gewaltsam gestörte Wahlveranstaltung der jungen Bundesrepublik.
Im Sinne des Konzeptes Wandel durch Annäherung nahm Vahlenkamp mehrfach Kontakt zu Bürgern und Vertretern des Ostblocks auf. Auf Einladung des Komsomol-Reisebüros Sputnik reiste er als ÖTV-Jugendleiter 1965 in die Sowjetunion und in die Volksrepublik Polen. 1966 lud er die DDR-Schriftsteller Hermann Kant und Wolfgang Kohlhaase zu gesamtdeutschen Gesprächen nach Oldenburg und Wilhelmshaven ein. In der Sommersaison 1968 war er als Reiseleiter beim Reisebüro Fahr mit der Deutschen Gesellschaft für Internationalen Jugendaustausch in Primorsko in der Volksrepublik Bulgarien tätig. Während dieser Zeit wurde er durchgehend vom Ministerium für Staatssicherheit bespitzelt.
1969 war Vahlenkamp, aus Anlass eines Arbeitseinsatzes im Kibbuz Bror Chail, zum ersten Mal in Israel. Hier wurde er durch persönliche Kontakte erstmals damit konfrontiert, dass es vor dem Holocaust auch im Oldenburger Land jüdisches Leben gegeben hatte. Da dessen Vernichtung meist mit stillschweigender oder tatkräftiger Unterstützung der Bevölkerung geschah, war das Thema in der Gesellschaft der Nachkriegszeit oft mit einem Tabu behaftet. Vahlenkamp begann, sich in der Folgezeit intensiv mit der Geschichte der jüdischen Gemeinden und dem Schicksal ihrer Mitglieder in der oldenburgischen Region zu beschäftigen.
1977 heiratete Vahlenkamp seine Frau Karin und zog ein Jahr später mit ihr in den Stadtteil Ohmstede. 1982 wurde der gemeinsame Sohn Jan geboren.
Ab den 1980er Jahren schrieb Vahlenkamp zahlreiche Bücher, Broschüren und Zeitungsartikel zu historischen Themen (z. B. die Serie Ohmstede gestern in der Nordwest-Zeitung), hielt Vorträge und Seminare an der Volkshochschule, organisierte Studienreisen und war in Oldenburg als Stadtführer bekannt. Er setzte sich erfolgreich für eine Gedenktafel zur Erinnerung an die Abgeordneten des Oldenburgischen Landtages ein, die dem Nationalsozialismus zum Opfer fielen. Den ausführlichen Bericht des Schutzpolizei-Kommandeurs Heinrich Köhnke über die kampflose Übergabe Oldenburgs am Ende des Zweiten Weltkrieges entdeckte Vahlenkamp in Akten des Gartenamtes und ließ ihn dem Niedersächsischen Staatsarchiv zukommen. Der spätere Bundeslandwirtschaftsminister Karl-Heinz Funke bezeichnete Vahlenkamp, aufgrund seiner Forschungen und Veröffentlichungen zur Geschichte der SPD, als „den Parteigeschichtler unserer Region“. Vahlenkamp war als Historiker auch zeitweilig Mitglied im Bundesausschuss der Arbeitsgemeinschaft ehemals verfolgter Sozialdemokraten.
1985 war Vahlenkamp als Vorstandsmitglied der Oldenburger Gesellschaft für christlich-jüdische Zusammenarbeit an der Organisation eines Wiedersehenstreffens der ehemaligen jüdischen Bürger Oldenburgs beteiligt. Hierfür wurden 65 Juden aus aller Welt zu einem achttägigen Besuch ihrer Heimatstadt eingeladen. Als „Anerkennung der Anstrengungen zum Gelingen des Besuches“ wurden später für Vahlenkamp und die anderen Organisatoren 100 Bäume im Friedenswald in Jerusalem gepflanzt.
Vahlenkamp sprach sich für die Deutsche Wiedervereinigung aus, wenn sie dem Willen der ostdeutschen Bevölkerung entspreche. Zwar befand er, dass auf die Mangelgesellschaft nun eine Ellenbogengesellschaft folgen werde, sah aber zugleich das Erbe der Friedlichen Revolution als Bereicherung für die deutsche Gesellschaft an.
1990 wendete sich Ibrahim Böhme als Vorsitzender der Sozialdemokratischen Partei in der DDR an den Parteivorstand der westdeutschen SPD. Der damalige PDS-Vorsitzende Gregor Gysi hatte eine Forderung nach Herausgabe des Vermögens der ostdeutschen SPD mit der Begründung zurückgewiesen, die Basis der SPD hätte einen Zusammenschluss von SPD und KPD mehrheitlich begrüßt und führte hierfür Oldenburg als Beispiel an. Vahlenkamp konnte anhand der Protokolle aus der Zeit diese Behauptung widerlegen, die in der Presse daraufhin als Oldenburger Legende bezeichnet wurde.
1994 wurde Vahlenkamp von Oberstadtdirektor Heiko Wandscher zum ersten Ausländerbeauftragten der Stadt Oldenburg und damit zum Stadtamtmann ernannt. Vahlenkamp sah seine Aufgabe vor allem darin, bei Anfragen und Hilfeersuchen durch Ausländer eine gütliche und unbürokratische Lösung mit den entsprechenden Behörden zu finden. Außerdem machte er durch Vorträge Lobbyarbeit für in Oldenburg lebende Ausländer und leistete gleichzeitig Informationsarbeit bei Ausländervereinen und Religionsgemeinschaften. Für den autobiografischen Roman Ein Schwarzafrikaner aus Oldenburg von Anatole Minka schrieb Vahlenkamp das Vorwort. Das Amt wurde 2001 in Integrationsbeauftragter umbenannt.
Ab 1997 war Vahlenkamp zudem Sprecher der regionalen Arbeitsgruppe Oldenburg-Ostfriesland für den Verein Gegen Vergessen – Für Demokratie. 1999 bekam er für seinen besonderen ehrenamtlichen Einsatz auf dem Gebiet der Kultur- und Heimatpflege die Ehrennadel der Oldenburgischen Landschaft verliehen. 2006 leitete er die Delegation der Oldenburg-Kutsche bei der German-American Steuben Parade in New York. 2007 wurde Vahlenkamp pensioniert, er organisierte jedoch weiterhin Studienreisen und hielt Vorträge.
Wenige Monate vor Vahlenkamps Tod entschied der Rat der Gemeinde Bockhorn, eine Gedenktafel zur Ehrung von Franz Fritsch aufzustellen, der während der deutschen Besetzung Polens wohl über 1000 Juden das Leben rettete. Vahlenkamp hatte 1989 diese Aufstellung noch vergeblich gefordert. Der Autor Holger Frerichs veröffentlichte bereits zuvor in seinem Werk …in der Bevölkerung nicht populär… einen Reprint von Vahlenkamps Broschüre Franz Fritsch: Ein „unbesungener Held“ aus Bockhorn aus dem Jahr 1991.
Nachdem Vahlenkamp 2016 während eines Aufenthaltes in Kuşadası einen Schlaganfall erlitten hatte, von dem er sich nie mehr ganz erholte, verstarb er 2022 an den Folgen einer Infektion mit COVID-19. Oberbürgermeister Jürgen Krogmann sagte: „Die Stadt verliert mit Werner Vahlenkamp eine prägende und engagierte Persönlichkeit.“ Er liegt auf dem Ohmsteder Friedhof begraben.

## Schriften
- mit Klaus Dede: Hermann Tempel, Leer. Biografie und Dokumentation über den Lehrer und Politiker aus dem Raum Weser-Ems. Oldenburg 1979.
- Die SPD in Oldenburg-Ostfriesland: Ein Beitrag zur Geschichte der SPD vor dem 1. Weltkrieg. Staatsbürgerliche Bildungsgemeinschaft Weser-Ems, Oldenburg 1982.
- Ein Leben für Demokratie, Freiheit und soziale Gerechtigkeit: Elisabeth und Friedrich Frerichs zum 100. Geburtstag. Hrsg.: Bezirksverband der Arbeiterwohlfahrt Weser-Ems. Oldenburg 1983.
- Wiedersehen mit der Heimat: Dokumentation über den Besuch der früheren jüdischen Bürger der Stadt Oldenburg, 8. bis 15. Mai 1985. Hrsg. v. d. Gesellschaft für christlich-jüdische Zusammenarbeit Oldenburg. Oldenburg 1985.
- Gruß aus Oldenburg. Lappan, Oldenburg 1985/1988, ISBN 3-89082-608-3.
- Der Wiederbeginn vor 40 Jahren: Dokumentation über die Festveranstaltung des SPD-Unterbezirks Oldenburg am 20. März 1986 in der Halle der FLEIWA Hrsg.: SPD Unterbezirk Oldenburg. Oldenburg 1986.
- mit Karl-Heinz Meyer: 100 Jahre Stiftung Gertrudenheim 1887-1987. Hrsg. v. Bezirksverband Oldenburg. Oldenburg 1987.
- Die Geschichte der Westersteder Juden. Aufstieg und Vernichtung einer kleinen Minderheit. Plois, Westerstede 1988, ISBN 3-9801906-4-1.
- Die Synagoge von Berne. In: Enno Meyer (Hrsg.): Die Synagogen des Oldenburger Landes. Holzberg, Oldenburg 1988, S. 15–17.
- Oldenburg. In: Enno Meyer (Hrsg.): Die Synagogen des Oldenburger Landes. Holzberg, Oldenburg 1988, S. 142–157.
- Der Jüdische Friedhof in Oldenburg: Ausstellung mit Fotografien von Rolf Ahlers und Texten von Werner Vahlenkamp. Hrsg.: Stadt Oldenburg. Städtisches Informationsamt, Oldenburg 1988.
- Vertrieben aus der Heimat – Die Emigration Oldenburger Juden. In: Stadt Oldenburg, Kulturdezernat (Hrsg.): Die Geschichte der Oldenburger Juden und ihre Vernichtung. Isensee, Oldenburg 1988.
- Die Sozialdemokratie in der Gemeinde Ohmstede. Hrsg.: Ortsverein II des SPD-Unterbezirks Oldenburg. Oldenburg 1989.
- Von der Achtung zur Ächtung. Die Geschichte der Rasteder Juden. Oldenburg 1989.
- Der kleine Zwischenahner. Verlag Manfred Meins, Oldenburg 1990, ISBN 3-921904-12-9.
- 100 Jahre 1. Mai in Oldenburg: Der Festtag der Arbeiterbewegung in der Provinz. Hrsg.: Bildungsvereinigung Arbeit und Leben Oldenburg. Oldenburg 1990 (PDF).
- Franz Fritsch: Ein „unbesungener Held“ aus Bockhorn. Oldenburg 1991.
- Die sozialdemokratischen Landtagsabgeordneten aus dem oldenburgischen Landesteil Lübeck. In: Demokratische Geschichte. Jahrbuch zur Arbeiterbewegung und Demokratie in Schleswig-Holstein. Hrsg. von Uwe Danker u. a., Bd. 6, Malik Regional Verlag, Kiel 1991, S. 143–152.
- Krökel, Wilhelm Friedrich Hermann. In: Hans Friedl u. a. (Hrsg.): Biographisches Handbuch zur Geschichte des Landes Oldenburg. Hrsg. im Auftrag der Oldenburgischen Landschaft. Isensee, Oldenburg 1992, ISBN 3-89442-135-5, S. 396 (online).
- Die Kraft, die aus den Wurzeln kommt. 125 Jahre Sozialdemokratie in Brake (Unterweser). Hrsg.: SPD-Ortsverein Brake. Brake 1993.
- Zur Geschichte der Juden in der Wesermarsch. Isensee, Oldenburg 1993.
- Juden in Emden und Ostfriesland. In: Niedersächsisches Ministerium für Inneres und Sport, Referat Presse- und Öffentlichkeitsarbeit (Hrsg.): Niedersachsenbuch '93. Emden. CW Niemeyer-Druck, Hameln 1993.
- 125 Jahre Sozialdemokratie in Oldenburg. Von den Anfängen bis in die Gegenwart. Ein Lesebuch zur Geschichte. Hrsg. v. SPD-Ortsverein Oldenburg-Nord. Oldenburg 1994.
- mit Albrecht Eckhardt: Streiflichter aus 600 Jahren Delmenhorster Geschichte. Hrsg.: Stadt Delmenhorst. Rieck, Delmenhorst 1994, ISBN 3-920794-47-8.
- Jüdische Familien in Berne vor und während des Nationalsozialismus. Hrsg.: Bündnis 90/Die Grünen, Ortsverband Berne. Berne 1994.
- Fremde Freunde. In: Niedersächsisches Ministerium für Inneres und Sport, Referat Presse- und Öffentlichkeitsarbeit (Hrsg.): Niedersachsenbuch '95. Oldenburg. CW Niemeyer-Druck, Hameln 1995.
- Zur Geschichte der Juden in der Stadt Oldenburg. In: Niedersächsisches Ministerium für Inneres und Sport, Referat Presse- und Öffentlichkeitsarbeit (Hrsg.): Niedersachsenbuch '95. Oldenburg. CW Niemeyer-Druck, Hameln 1995.
- Neustadtgödens (heute Sande-Neustadtgödens). In: Herbert Obenaus (Hrsg.): Historisches Handbuch der jüdischen Gemeinden in Niedersachsen und Bremen. Göttingen 2005, Bd. 2, S. 1099–1104.
- Varel. In: Herbert Obenaus (Hrsg.): Historisches Handbuch der jüdischen Gemeinden in Niedersachsen und Bremen. Göttingen 2005, Bd. 2, S. 1493–1502.
- Berne. In: Herbert Obenaus (Hrsg.): Historisches Handbuch der jüdischen Gemeinden in Niedersachsen und Bremen. Göttingen 2005, Bd. 1, S. 211–215.